# Sant Jaume de Frontanyà
Sant Jaume de Frontanyà (em catalão e oficialmente) ou San Jaime de Frontanya (em castelhano) é um município da Espanha na comarca de Berguedà, província de Barcelona, comunidade autónoma da Catalunha. Tem 21,3 km² de área e em 2021 tinha 28 habitantes (densidade: 1,3 hab./km²).

## Demografia
| Variação demográfica do município entre 1991 e 2004[carece de fontes?] | Variação demográfica do município entre 1991 e 2004[carece de fontes?] | Variação demográfica do município entre 1991 e 2004[carece de fontes?] | Variação demográfica do município entre 1991 e 2004[carece de fontes?] |
| ---------------------------------------------------------------------- | ---------------------------------------------------------------------- | ---------------------------------------------------------------------- | ---------------------------------------------------------------------- |
| 1991                                                                   | 1996                                                                   | 2001                                                                   | 2004                                                                   |
| 28                                                                     | 30                                                                     | 26                                                                     | 27                                                                     |